# Zračna luka Anaa
Zračna luka Anaa (IATA: AAA, ICAO: NTGA), zračna luka na atolu Anaa u otočju Tuamotu, Francuska Polinezija. Smještena je 2 km jugoistočno od naselja Tukuhora.